# VPR
VPR(Video Press Release)는 동영상보도자료를 일컫는 신생 용어이며, 국내에서는 VPR이란 워터마크가 달린 동영상이 조선닷컴, 동아닷컴 등 온라인 뉴스의 기사내에 포함되면서 알려지기 시작했다. 해외에서는 VNR(Video News Release)이란 이름으로 더욱 친숙하며, 1980년대 초반 미국의 PR에이전시들이 TV, 라디오 방송국에 PR용 비디오 테이프를 제공하던 것에서 시작된 이름이다.

## 같이 보기
- 뉴스 선전